# أنتونيو باستوس لوبيز
أنتونيو باستوس لوبيز ، من مواليد 19 نوفمبر 1953، لاعب كرة قدم برتغالي سابق.
لعب مع منتخب البرتغال لكرة القدم.

## وصلات خارجية
- أنتونيو باستوس لوبيز على موقع قاعدة بيانات كرة القدم.إي يو (الإنجليزية)
- أنتونيو باستوس لوبيز على موقع ناشيونال فوتبول تيمز (الإنجليزية)
- أنتونيو باستوس لوبيز على موقع Soccerway.com (الإنجليزية)
- أنتونيو باستوس لوبيز على موقع عالم كرة القدم.نت (الإنجليزية)